# Eduard Stapel

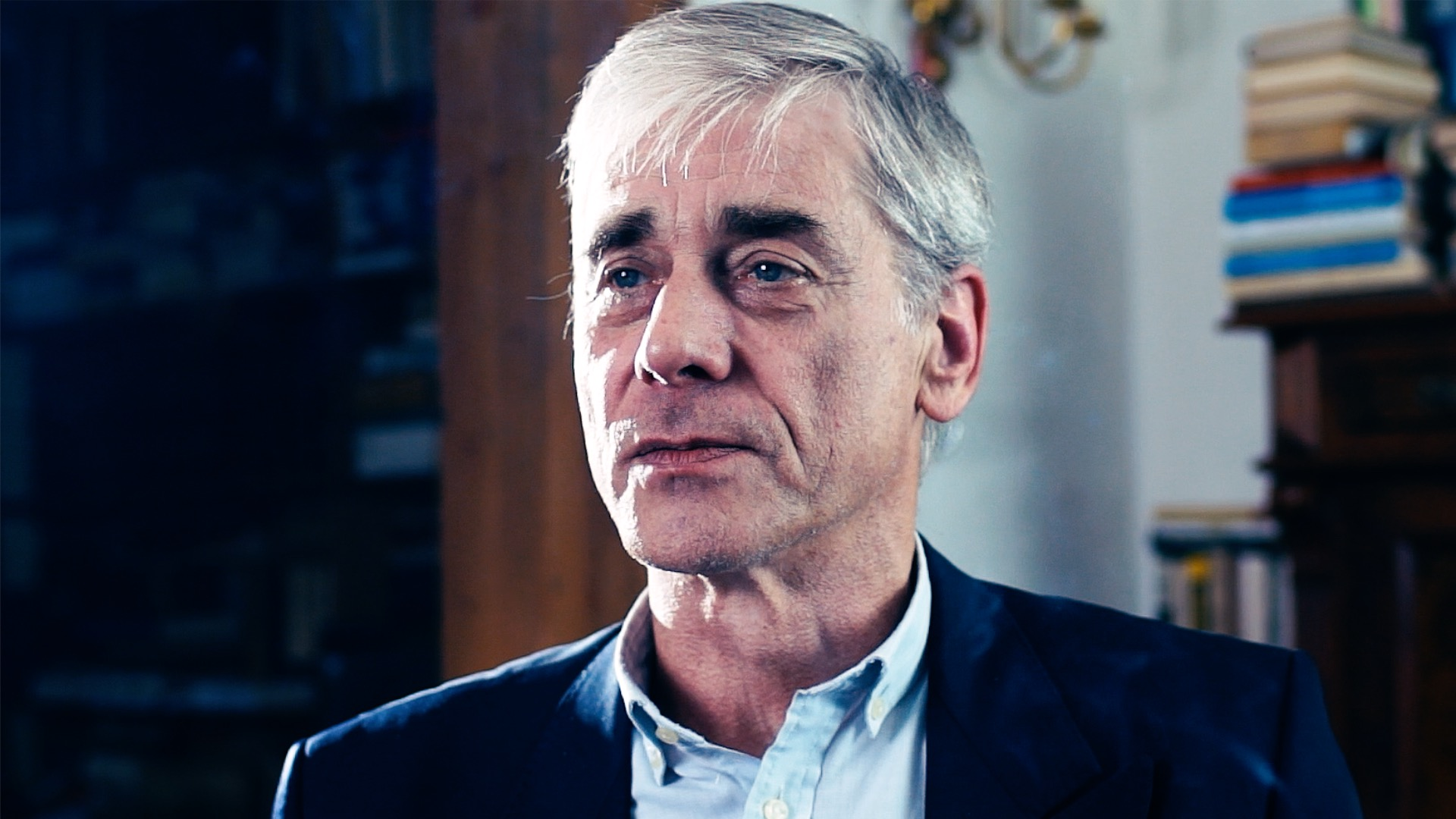
Eduard Stapel während Filmaufnahmen für ein Interview im Mai 2013

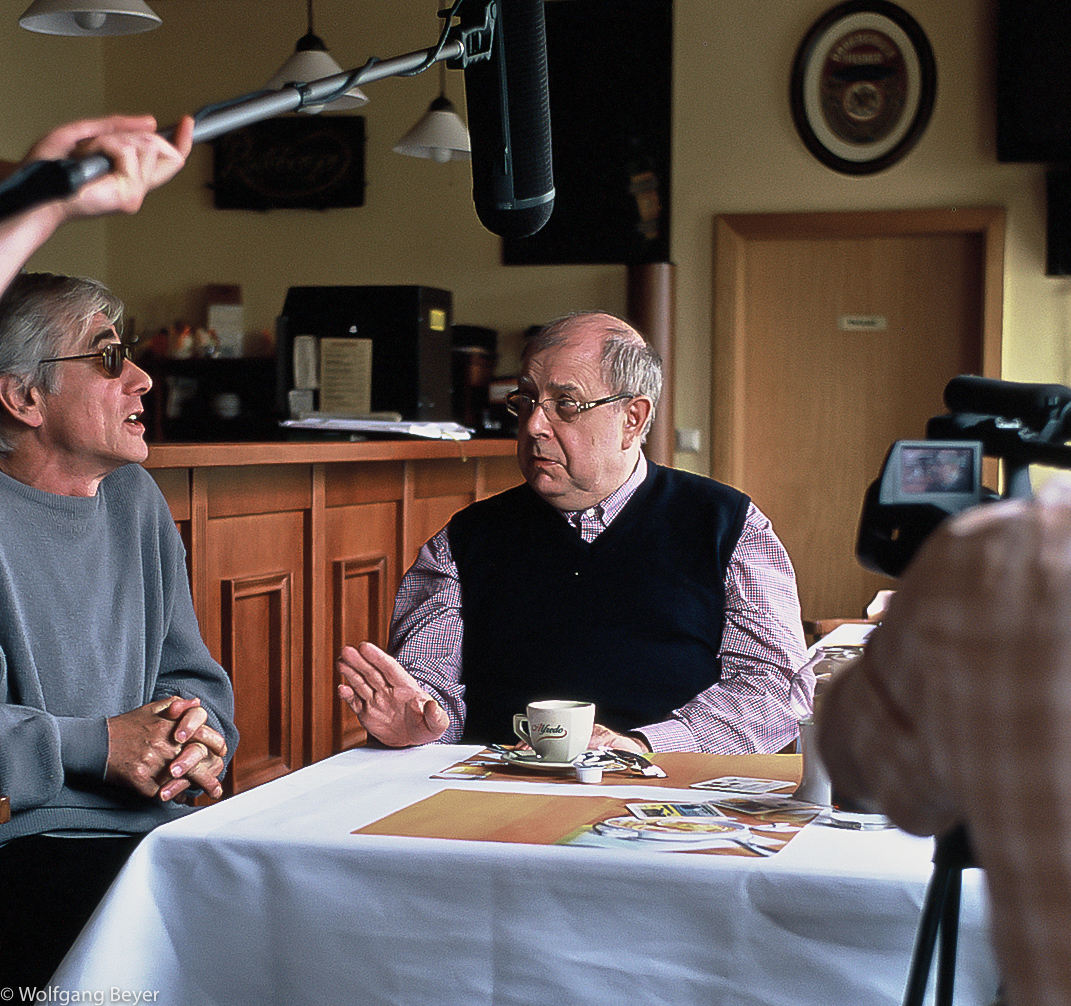
Eduard Stapel (links) mit Christian Pulz (rechts) bei den Dreharbeiten zu Unter Männern – schwul in der DDR

Eduard Stapel (* 30. Mai 1953 in Bismark (Altmark); † 3. September 2017 ebenda) war einer der Gründer der kirchlichen Schwulenbewegung in der DDR und von 1990 bis 2006 Sprecher des Lesben- und Schwulenverbandes in Deutschland (LSVD). Der Journalist und Theologe lebte lange Jahre in Leipzig und war Mitglied der kirchlichen Oppositionsbewegung in der DDR. Er gehörte zu den Begründern und war der zentrale Ideengeber des LSVD, der unter dem Namen SVD im Februar 1990 in Leipzig gegründet worden war.

## Leben
1959–1971 besuchte Stapel die POS und EOS bis zum Abitur. 1971–1972 war er Volontär bei der Bezirkszeitung der DDR-CDU „Der Neue Weg“ in Halle/Saale. Er studierte 1972 bis 1976 Journalistik an der Karl-Marx-Universität Leipzig mit dem Abschluss „Diplom-Journalist“. Danach studierte Stapel von 1975 bis 1982 Evangelisch-lutherische Theologie am Theologischen Seminar Leipzig, der größten der drei nicht-staatlichen Hochschulen der DDR. Nach erfolgreichem Abschluss des Studiums konnte Eduard Stapel als bekennender homosexueller Theologe nicht ins Vikariat übernommen werden; das Theologische Seminar Leipzig stellte ihn einstweilen als Konviktsinspektor an.
1982 gründete er mit Christian Pulz und Matthias Kittlitz den ersten „Arbeitskreis Homosexualität“ in der Evangelischen Studentengemeinde in Leipzig. Durch Werbeaktionen auf mehreren Kirchentagen im Lutherjahr 1983 entstanden ähnliche Arbeitskreise in vielen größeren Städten der DDR. Von 1985 bis 1990 koordinierte Stapel die Aktivitäten der Arbeitskreise in der DDR als Angestellter für Schwulenarbeit der Evangelischen Stadtmission Magdeburg.
Stapel absolvierte 1984 sein Vikariat in der Evangelischen Kirche der Kirchenprovinz Sachsen. Seinem Antrag auf Ordination und Übernahme einer Pfarrstelle wurde jedoch nicht stattgegeben. Grund war sein Engagement für die Rechte von Lesben und Schwulen in der evangelischen Kirche. Stapel erhielt stattdessen eine Stelle in der Evangelischen Stadtmission Magdeburg. Eine Entschädigung für die Ablehnung einer Pfarrstelle erhielt Stapel nicht.
1985 war er einer der Mitbegründer des „Arbeitskreises Solidarische Kirche“ (u. a. mit Marianne Birthler und Freya Klier). Längere Zeit war Stapel einer der Sprecher.
1990 gründete er den Schwulenverband in der DDR/in Deutschland (SVD) e. V. (seit 1999 LSVD), dessen Bundesvorstandsmitglied er bis 2006 war. Von da an war er Ehrenvorsitzender im LSVD.
Bei der Volkskammerwahl 1990 war er Kandidat des Neuen Forums, von 1990 bis 1991 DDR- bzw. Bundesgeschäftsführer des SVD e. V. sowie von 1995 bis 1997 Mitarbeiter der Forschungsstelle der Gesellschaft für Sexualwissenschaft in Leipzig.
Stapel baute in der DDR zahlreiche Homosexuellengruppen innerhalb der Evangelischen Kirche auf. Die Staatssicherheit sah in ihm den „Hauptorganisator“ einer staatsfernen Bürgerrechtsbewegung der Homosexuellen. Sein Operativer Vorgang hieß „After Shave“. Derart anzügliche Decknamen (After) waren typisch für schwule Opfer der Stasi.
Stapel war Mitglied von Bündnis 90/Die Grünen und gehörte zeitweise dem Landesvorstand der Partei in Sachsen-Anhalt an, von 1998 bis 2000 als Landesvorsitzender. Bei den Bundestagswahlen 2005 und 2009 kandidierte er als Direktkandidat für seine Partei im Bundestagswahlkreis Altmark. Von 2011 bis 2017 amtierte er als Bürgermeister seines Geburtsortes Bismark.
Stapel starb im September 2017 im Alter von 64 Jahren in Bismark. Die Beisetzung erfolgte am 30. September 2017 auf dem Friedhof von Bismark.

## Ehrungen
- 1996: Verleihung der Verdienstmedaille des Verdienstordens der Bundesrepublik Deutschland durch Bundespräsident Roman Herzog
- 2003: Verleihung des Zivilcouragepreises des CSD Berlin am 28. Juni 2003 in Berlin für die o. g. Leistungen beim Aufbau einer bürgerrechtsorientierten Lesben- und Schwulenbewegung in der ehemaligen DDR
- 2006: Ehrenvorsitzender im LSVD

## Werke
- Eduard Stapel: Warme Brüder gegen kalte Krieger. Schwulenbewegung in der DDR im Visier der Staatssicherheit (= Betroffene erinnern sich. Teil 10). Sachsen-Anhalt, Landesbeauftragte für die Unterlagen des Staatssicherheitsdienstes der Ehemaligen DDR Sachsen-Anhalt, Magdeburg 1999, DNB 958340617.
- Eduard Stapel, Kurt Starke: Schwuler Osten. Homosexuelle Männer in der DDR. Mit einer Einleitung von Bert Thinius und einem Interview mit Eduard Stapel. Links, Berlin 1994, ISBN 3-86153-075-9.

## Weiteres
Eduard Stapel war einer der Protagonisten des 2012 entstandenen Dokumentarfilms Unter Männern – Schwul in der DDR von Ringo Rösener und Markus Stein.